# 仔鹿鼠
仔鹿鼠（学名：Mus cervicolor）也称麂色小鼠、褐小家鼠、仔鹿小家鼠，一种分布于南亚和东南亚地区的啮齿动物，隶属于鼠科小鼠属。本种是英国学者布赖恩·霍顿·霍奇森于1845年描述发表。